# Georges Skandalis
Georges Skandalis est un mathématicien grec et français, né le 5 novembre 1955 à Athènes. Il est connu pour son travail sur la géométrie non commutative et les algèbres d'opérateurs.

## Biographie

### Études et emplois
Après avoir suivi son second cycle puis les cours des classes préparatoires scientifiques au lycée Louis-le-Grand, Georges Skandalis intègre l’École normale supérieure en 1975, où il est élève jusqu'en 1979 ; pendant cette période, il obtient l'agrégation de mathématiques.
En 1979, il devient assistant de l'enseignement supérieur à l'université Pierre-et-Marie-Curie où, sous la direction d’Alain Connes, il obtient en 1986 son « doctorat d'État ».
De 1980 à 1988, il est attaché de recherches puis chargé de recherches au CNRS et en 1988 il devient professeur à l'université Paris-Diderot.

### Travail de recherche
Georges Skandalis travaille sur les algèbres d'opérateurs, la K-théorie des opérateurs d'algèbres, les groupoïdes, les groupes quantiques localement compacts et les feuilletages singuliers.
En 1990, il est orateur invité au congrès international des mathématiciens à Kyoto (Operator Algebras and Duality). Il a aussi été membre du groupe Bourbaki.
En 2002, avec Nigel Higson et Vincent Lafforgue, il publie des contre-exemples à une généralisation de la conjecture de Baum-Connes (conjecture de Baum-Connes avec coefficients) pour différents cas particuliers, suivant le travail de Mikhaïl Gromov.

## Prix
- 1992 : prix Francœur de l'Académie des sciences
- 2020 : prix Sophie-Germain de l'Académie des sciences[4]

## Quelques publications
- Avec Joachim Cuntz et Boris Tsygan, Cyclic homology in non-commutative geometry (Encyclopaedia of Mathematical Sciences. Operator Algebras and Non-Commutative Geometry. vol. 121). Springer, Berlin et al. 2004,  (ISBN 3-540-40469-4) (p. 115–134 Skandalis, Noncommutative Geometry, the Transverse Signature Operator, and Hopf Algebras (after A. Connes and H. Moscovici).
- Avec Gennadi Kasparov, Groups acting properly on "bolic“ spaces and the Novikov conjecture., Annals of Mathematics. vol. 158, no 1, 2003, p. 165–206, DOI 10.4007/annals.2003.158.165.
- Avec Jean Louis Tu et Guoliang Yu, The coarse Baum-Connes conjecture and groupoids., Topology. vol. 41, no 4, 2002,  (ISSN 0040-9383), p. 807–834, DOI 10.1016/S0040-9383(01)00004-0.